# Eugene de Salignac

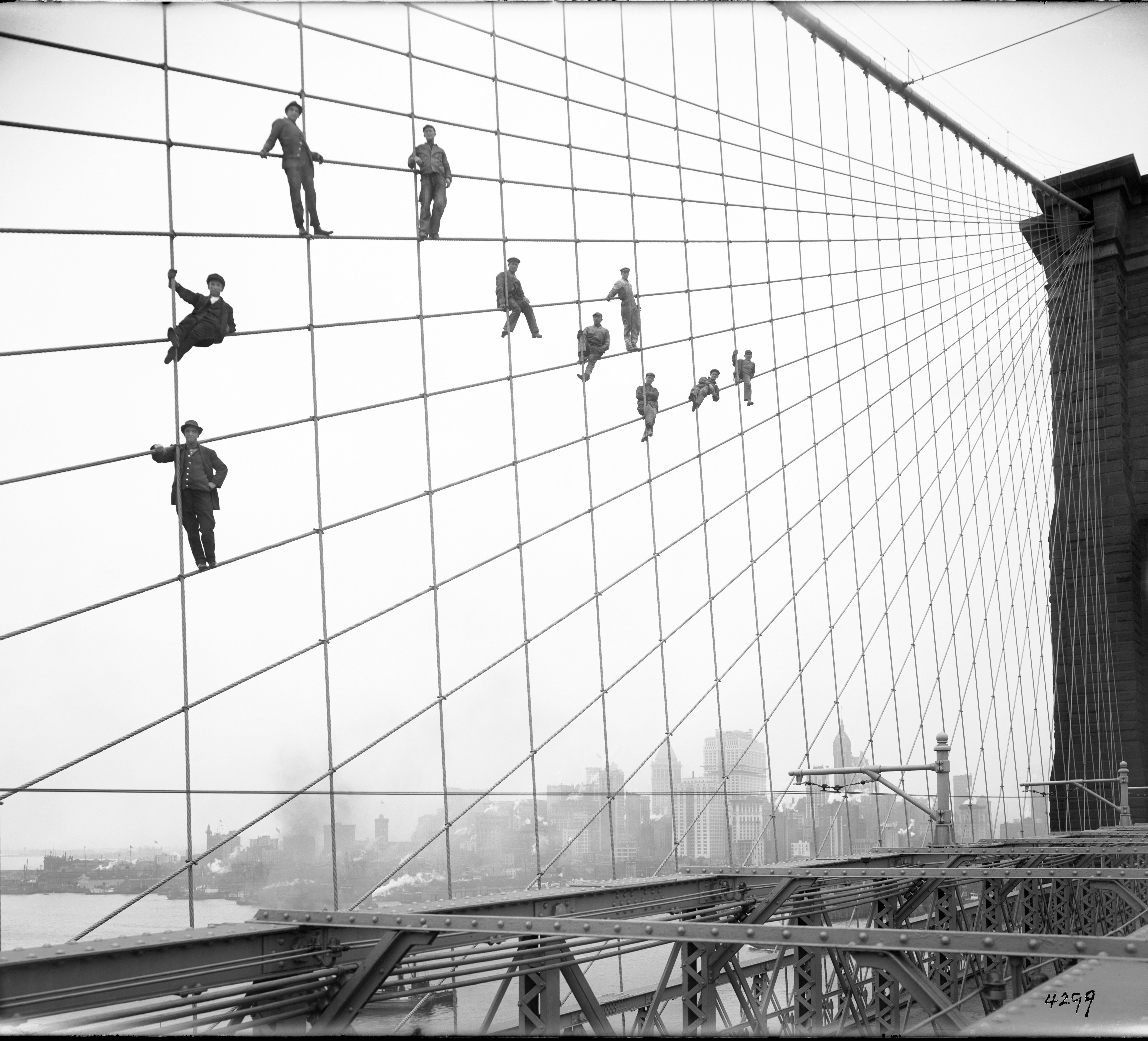
Salignacova ikonická fotografie: Brooklyn Bridge showing painters on suspenders, 1914

Eugene de Salignac (1861 – 4. listopadu 1943) byl americký fotograf na Oddělení mostů a struktur (Department of Bridges/Plant and Structures) v New York City. Jako jediný fotograf oddělení od roku 1903 do roku 1934 dokumentoval vytváření moderní infrastruktury města, včetně mostů, hlavních obecních budov, silnic a podzemních cest.

## Život a dílo
Narodil se v Bostonu v roce 1861 do rodiny bývalé francouzské šlechty a dlouhou dobu neměl žádné fotografické vzdělání.
V roce 1903, kdy mu bylo 42 let, pro něho jeho bratr sehnal zaměstnání asistenta fotografa pro ministerstvo mostů, kde se pod vedením Josepha Palmerase 3 roky učil. Palmer náhle zemřel a v říjnu 1906 de Salignac nastoupil na jeho místo. Pracoval jako jediný fotograf pro oddělení mostů od roku 1906 do roku 1934 (v roce 1916 změnila společnost svůj název na „Department Plant & Structures“) dokumentoval vznik městské moderní infrastruktury včetně mostů, velkých městských budov, silnic a podchodů. Nejvíce pozoruhodné je, že dokumentoval stavbu Manhattan Bridge a Queensboro Bridge a Manhattan Municipal Building, ale jeho nejslavnější fotografie je ta kde pracovníci montují kabely na Brooklynském mostě. Používal velkoformátové kamery a 8x10 palcové skleněné negativy, za svou kariéru pořídil více než 20.000 fotografií. Většina těchto negativů a více než 15.000 historických výtisků je uschováno v Newyorském městském archivu. Do svých sedmdesáti let de Salignac stále lezl po mostech a aktivně pracoval a fotografoval, ale v roce 1934 byl donucen odejít do důchodu a to i přes petici starosty města. Za jeho života byla jeho práce velice málo viděna mimo stát New York, a jeho jméno bylo zapomenuto po jeho smrti v roce 1943. Jeho fotografie byly nově nalezené a objevené v roce 1980, ale až v roce 1999 si archiváři uvědomili, že všechny fotografie jsou dílem jednoho člověka. V roce 2007 publikovala firma Aperture výstavu „New York Rises“, první výstavu jeho práce, která se stala putovní, poprvé byla prezentována v Muzeu města New York. Od té doby se jeho fotografie více publikovaly a díky tomu vzrostl i zájem o industriální architekturu.

## Galerie

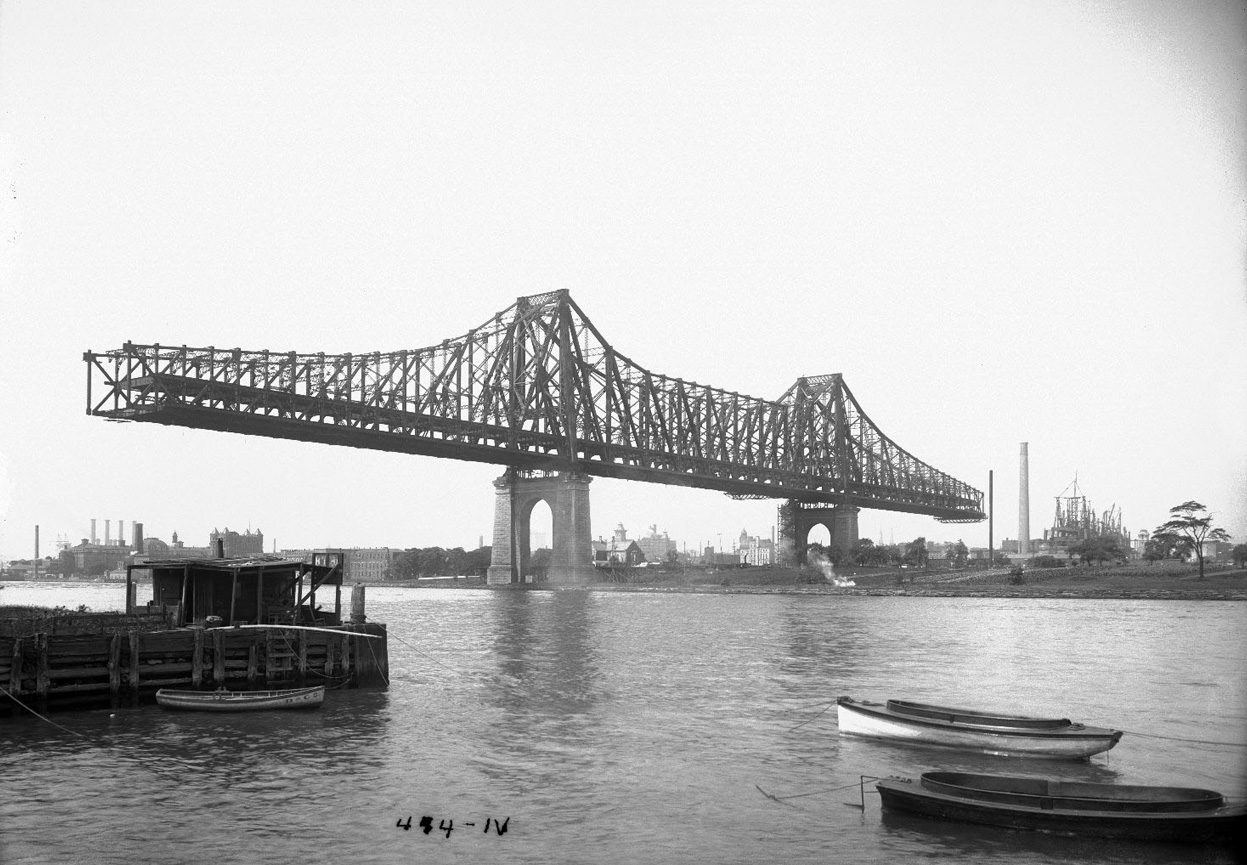
Blackwell's Island Bridge from Ravenswood shore
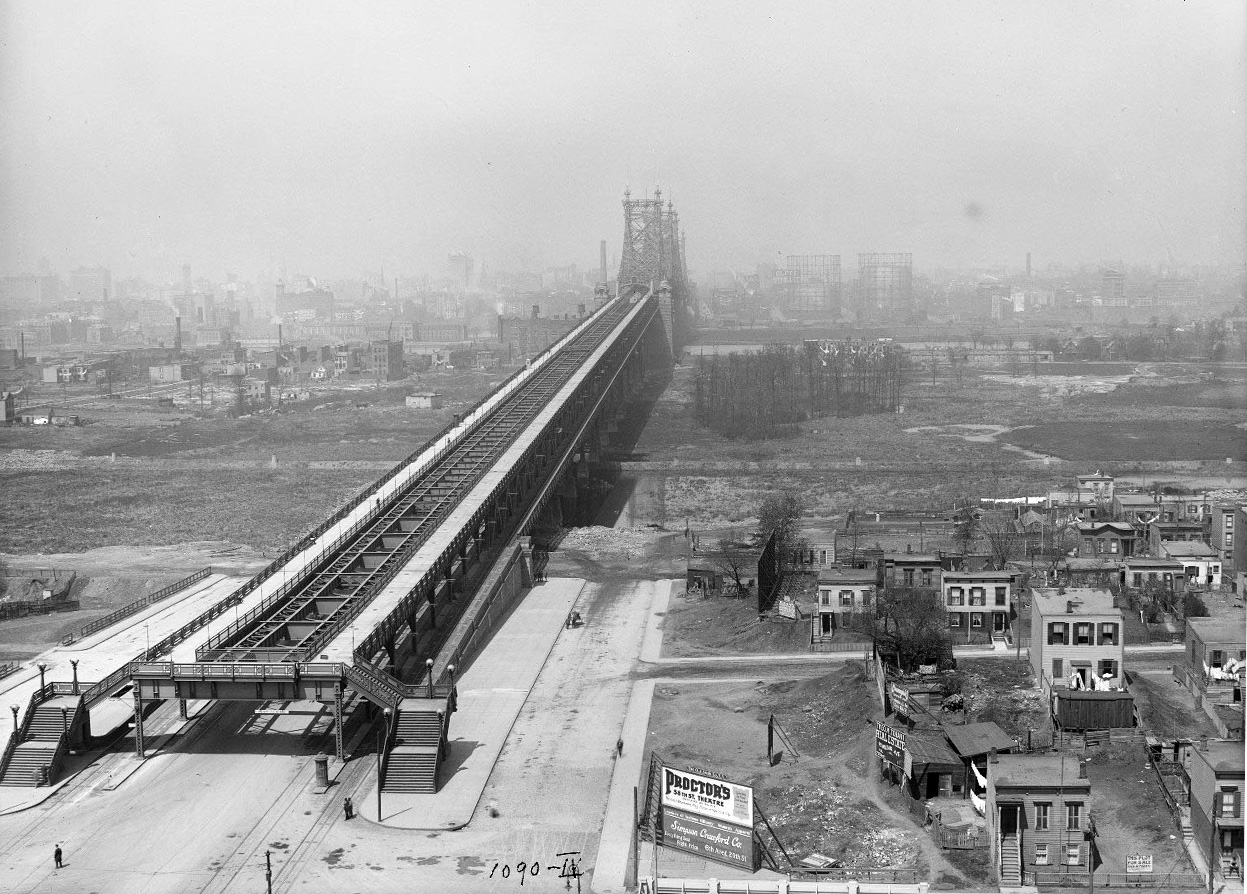
Queensboro Bridge from Roof of Bruster Manufacturing Company, 1912
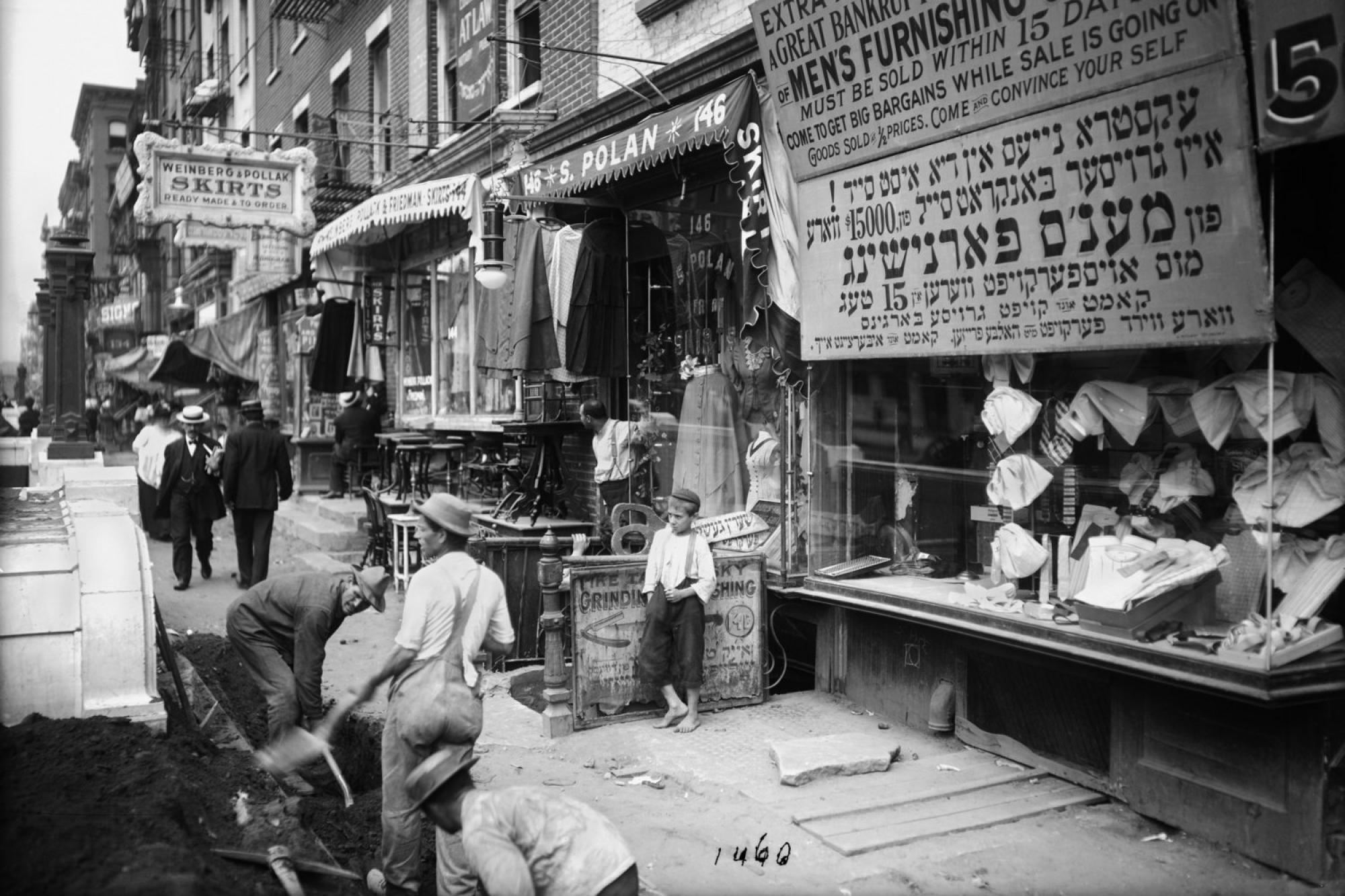
Stavební práce v ulici Delancy Street, 1908
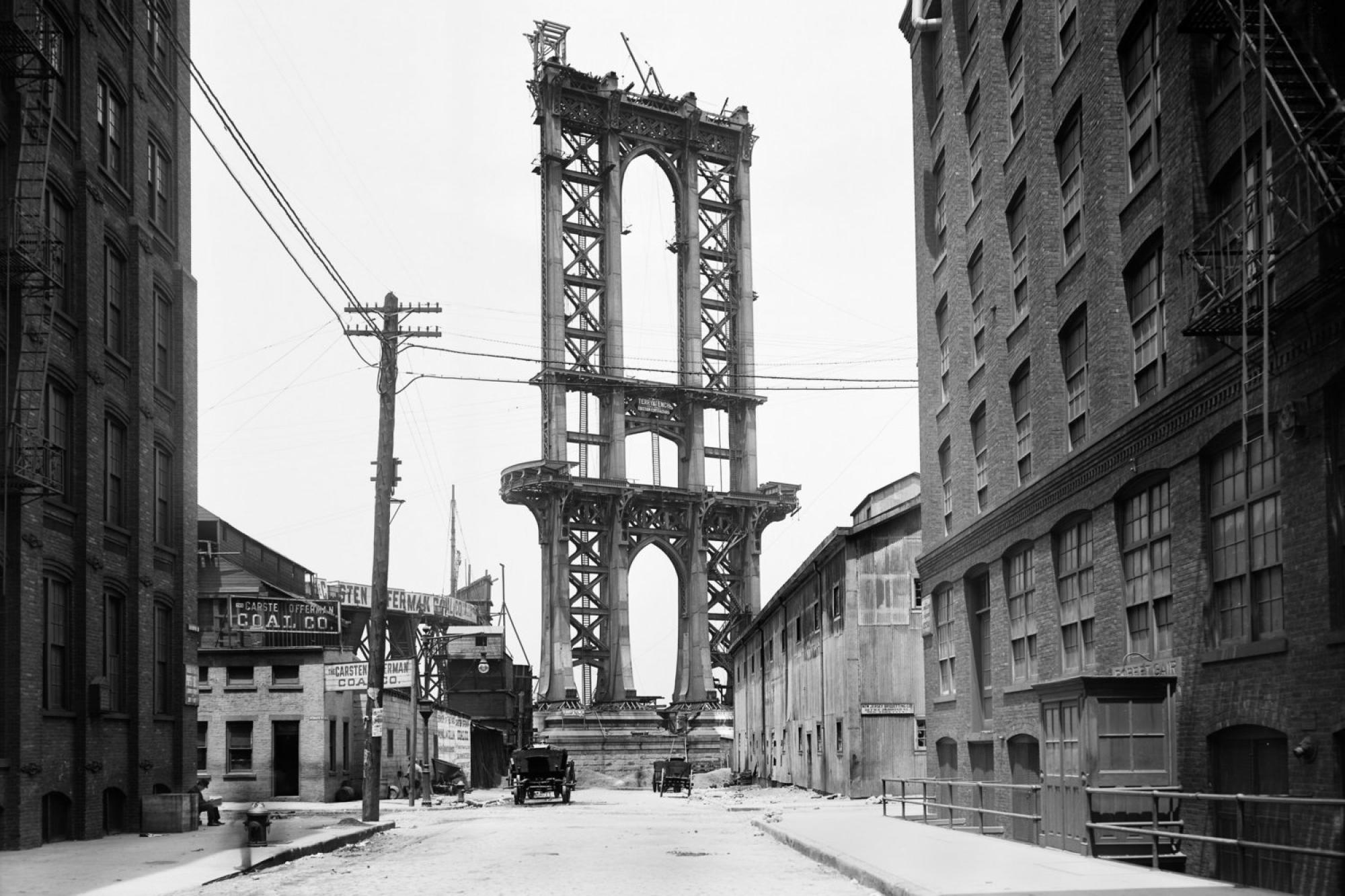
Pylon Manhattanského mostu ve výstavbě, 1908